# Byssträsktjärnen
Byssträsktjärnen är en sjö i Storumans kommun i Lappland och ingår i Umeälvens huvudavrinningsområde. Sjön har en area på 0,0945 kvadratkilometer och ligger 376,4 meter över havet.

## Delavrinningsområde
Byssträsktjärnen ingår i det delavrinningsområde (721198-157039) som SMHI kallar för Inloppet i Myrträsket. Medelhöjden är 380 meter över havet och ytan är 35,71 kvadratkilometer. Det finns inga avrinningsområden uppströms utan avrinningsområdet är högsta punkten. Grundträskbäcken som avvattnar avrinningsområdet har biflödesordning 2, vilket innebär att vattnet flödar genom totalt 2 vattendrag innan det når havet efter 238 kilometer. Avrinningsområdet består mestadels av skog (93 procent). Avrinningsområdet har 1,25 kvadratkilometer vattenytor vilket ger det en sjöprocent på 3,5 procent.